# بايرون بونيلا
بايرون بونيلا (بالإسبانية: Byron Bonilla)‏ هو لاعب كرة قدم نيكاراغوي، ولد في 30 أغسطس 1993 في غرناطة (نيكاراغوا) في نيكاراغوا. شارك مع منتخب نيكاراغوا لكرة القدم. أما مع النوادي، فقد لعب مع Sporting F.C. ‏.

## وصلات خارجية
- بايرون بونيلا على موقع قاعدة بيانات كرة القدم.إي يو (الإنجليزية)
- بايرون بونيلا على موقع ناشيونال فوتبول تيمز (الإنجليزية)
- بايرون بونيلا على موقع Soccerway.com (الإنجليزية)